# Puja al puto robot!
Puja al puto robot! és un pòdcast en llengua catalana sobre manga i anime que va néixer el 2023 fruit de la col·laboració entre Ficomic i Radio Primavera Sound. És presentat per la violoncel·lista Ofèlia Carbonell i el divulgador de manga Oriol Estrada.
El pòdcast pretén ser un viatge pel món del manganime, en el qual es parla de la cultura pop a través de l'anime i el manga, deixant també lloc al debat, les entrevistes i la divulgació. El segon episodi, per exemple, fou dedicat a Neon Genesis Evangelion.
El pòdcast s'ha emès en directe des del Manga Barcelona, i fins i tot fou recomenat pel diari El Periódico com una de les activitats imprescindibles del 29 Manga Barcelona. En aquella ocasió, el convidat de l'emissió fou el cantant Fermin Muguruza, que va posar al descobert la seva faceta d'otaku.
El 2023 Puja al puto robot! fou finalista de la segona edició dels premis Sonor a la categoria de millor pòdcast conversacional, en la qual competia amb Deparkineo i La Reserva del Temps de les Arts.
L'any següent, el pòdcast va repetir com a nominat als premis Sonor, en aquesta ocasió en la categoria millor pòdcast d'entreteniment, en la qual es va imposar com a guanyador.

## Premis
- 2023 - Finalista de la segona edició dels premis Sonor en la categoria de millor pòdcast conversacional.[4]
- 2024 - Guanyador de la tercera edició dels premis Sonor en la categoria de millor pòdcast d'entreteniment.[5]